# アオイヤマダ
アオイ ヤマダ（2000年6月24日 - ）は、長野県松本市出身の女性ダンサー、モデル、表現者。

## 来歴
ダンスを嗜む年上の近隣住民らの影響を受け6歳時にダンススクールに通い出す。高校進学を機に上京し、ダンサーとしての活動を本格化する。
ダンスのみならず国内外問わずファッション界ではモデルとして起用され、演技の分野においても山田智和監督・脚本のショートフィルム『Somewhere in The Snow』、WOWOWドラマ『FM999 999WOMEN'S SONGS』（長久允監督）に出演するなど多岐にわたって活動を広げている。
新型コロナウィルスの流行による活動自粛期間中は、日常的に食べていた野菜からインスピレーションを受け、好きだった昭和歌謡曲に合わせて野菜と踊った映像をSNSで配信。
「東京2020 NIPPONフェスティバル」WANIMA「和心」では高村月（アオイツキ）と共同で振り付けを担当した。
2021年8月8日に行われた「2020年東京オリンピックの閉会式」では「追悼の時間」に出演、樹木をモチーフとした衣装を身にまとい鎮魂の舞を披露した。

## 活動

### 舞台
- ダムタイプ 新作パフォーマンス『2020』（2020年10月16日−18日、ロームシアター京都）
- 『星の王子さま サン＝テグジュペリからの手紙』（森山開次演出・振付　2020年11月−12月、KAAT/まつもと市民芸術ホール/京都芸術劇場/兵庫県立芸術劇場) - 王子役
- 「京都市交響楽団×石橋義正 パフォーマティブコンサート『火の鳥』」(2021年1月17日、ロームシアター京都)
- KAAT神奈川芸術劇場プロデュース「未練の幽霊と怪物-『珊瑚』『円山町』-」（2026年2月14日 - 3月〈予定〉、KAAT神奈川芸術劇場 大スタジオ 他） - 主演・シテ 役[8]

### ドラマ
- First Love 初恋（2022年11月24日配信開始、Netflix） - 古森詩 役[9]
- パリピ孔明 第2話（2023年10月4日、フジテレビ） - 玲奈 役[10]

### 映画
- 唄う六人の女（2023年10月27日） - 濡れる女 役 [11][12]
- PERFECT DAYS（2023年12月22日） - アヤ 役[13]

### ミュージックビデオ
- 丸本莉子『誰にもわからない』（2016年）
- MAN WITH A MISSION『Dead in Tokyo』（2017年）
- cinema staff『pulse』（2017年）
- SID『バタフライエフェクト』（2017年）
- アカシック 『オレンジに塩コショウ』（2017年）
- Bug Lug『新人生』（2017年）
- Jonas Blue『We Could Go Back ft. Moelogo』（2017年）
- banvox『Let Me Take You 』（2017年）
- Jonas Blue『We Could Go Back』（2017年）
- Nathan Hartono『愛超給電』（2018年）
- 竹澤汀『青』（2018年）
- 山猿 『満月』（2018年）
- 踊ってばかりの国『Boy』（2018年）
- MAN WITH A MISSION『2045』（2018年）
- BABY METAL『Starlight』（2018年）
- 米津玄師『Flamingo』（2018年）
- Nulbarich『VOICE』（2018年）
- ナオト･インティライミ『Amor y sol with 桜井和寿』(short ver.) （2018年）
- 夏木マリ『Co・ro・na』（2019年）
- ACE OF SPADES『Vampire』（2019年）
- LITE『Double』（2019年）
- 踊ってばかりの国『バナナフィッシュ』（2019年）
- 秋山黄色『Caffeine』（2020年）
- Anonymouz『No NAME』（2020年）
- 綾香『フレンズ』（2020年）
- DAOKO『anima』（2020年）
- 尾崎裕哉『LONELY』（2020年）
- ReoNa 『まっさら』（2021年）
- DISH//『ありのまんまが愛しい君へ』（2021年）
- TK from 凛として時雨『As long as I love (with 稲葉浩志）』（2022年）
- Tempalay『Q/憑依さん』（2022年）
- アイナ・ジ・エンド『Red:birthmark』（2023年）
- いきものがかり『ドラマティックおいでよ』（2024年）
- Bank Band『カラ』（2025年）

### CM・WEBCM・広告
- 東京エレクトロン「百年後の日本」（2017年）
- 資生堂 メイクアプリ「misette」(2017年)
- NTT DOCOMO 「THE 9D PROJECT『ドローンロボティクス』」(2017年)
- Google Play「Best of 2017」(2017年)
- AirAsia x 88rising:Joji「All Our Heads in the Clouds」(2018年)
- NHK BS 4K/8K「NHK starts broadcasting Super Hi-Vision 」(2018年)
- 川崎ハロウィン2018　メインヴィジュアル(2018年)
- BUMP OF CHIKEN ×VERDY グッズ(2018年)
- カゴメ「GO！ME. 進め、いけ。」(2019年)
- [.st] WEB CM(2019年)
- 資生堂「薬用 ケアハイブリッドファンデ」CM(2020年)
- 戸田建設コンセプトムービー『metronome town（Rin音）』（2020年
- LAFORET HARAJUKU 「MICKEY MOUSE  90th ANNIVERSARY　COLLECTION」(2018年)
- 松本PARCO35周年キャンペーン “ DANCE WITH YOU 踊るように祝おう ” (2019年)
- アシックス「ぜんぶ、カラダなんだ。」ブランドキャンペーン(2019年)
- ラフォーレ原宿 × Disney「THE LION KING collection」(2019年)
- OPA VIVRE FORUS 2020年間ビジュアル （2020年）
- FURIFU　 2020AW “ランデブー” (2020年)
- SONY 360 Reality Audio WEB-CM『THE FIRST TAKE　YOASOBI「群青」バージョン』（2021年）
- ユニクロ　Life with AIRism エアリズムで快適ライフ　WEB（2021年）
- Beats by Dre Japan高性能ワイヤレスイヤフォン（2021年）
- コンタクトレンズ　OvE 　キャッチライトレンズ(2021年）
- スーパースポーツコレクション「スパシャンエナジー」『自分を噛むな、解放しろ。』篇、（2021年）[14][15][16][17]
- カネボウ化粧品「I HOPE. 希望の口紅」（2024年）[18]

### ファッション
- DOLCE&GABBANA Millennials TOKYO (2017年)
- FEMALE GIANT　2019 S/S “Euphoria” (2018年)
- DEPT(2018年)
- ラコステ「OLD meets NEW」キャンペーン(2019年)
- COLONY 2139　「2019 Autumn & Winter "yogaretch"」 (2019年)
- VOGUE GIRL「東京ガールと「MCM（エムシーエム）」のスタイルセッション」(2019年)
- Onitsuka Tiger 70th Anniversary × STAFFONLY (2019年)
- havaianasのTradi Zoriコラボレーション企画(2020年)
- adidas tokyo & mousy official　コラボレーションスナップ(2019年)
- HERALBONY「MUKU」(2019年)
- SUPER TATRASby LESLIE KEE Special Collaboration TATRAS 2019-20 AW *Collection (2019年)
- ENFÖLD 2020F/W Installation & Performance in Paris アオイヤマダ×Nobuyoshi *Asai（2020年パリ）
- FRED PERRY　ワールドキャンペーン （2020年）
- Maison Kitsuné Fall-Winter 2019/20 Collection　People Series N°12（2020年)
- BIRKENSTOCK 2020　“BE AUTHENTIC, BE UNIQUE"(2020年)
- Y’sアートプロジェクト「WOMEN’S EMPOWERMENT Autonomy/Heteronomy」(2020年)
- initial Fashion Spring 2020 Collection(2020年)
- 寅壱 × FREAK’S STORE 「8人のプロフェッショナル」(2020年)
- NEUTRALWORKS. 「I AM AN ATHLETE.」キャンペーン(2020年)
- GUCCI 「ジャッキー 1961」（2020年）
- KANSAI YAMAMOTO渋谷ファッションウイーク2021春（2021年）

### 雑誌・WEBマガジン
- Numero Tokyo 7.8月号(2017年)
- Mgirl　No.23　「ANNA SUIコレクションライン」
- SPUR「ミトグラフM'IT GIRLを探して」(2018年)
- madame FIGARO japon　「シャネル ジュエリー」 (2019年)
- 装苑5月号　「花人形」(2019年)
- her. Magazine　「styling by eri. photo by Rintaro Ishige」 (2019年)
- ナイト・ホークス (Nighthawks)【vol.1】〜アーティストと歩く夜の街〜（2020年)
- COSMOPOLITAN 　「表現にかける思い」（2020年）
- BRUTUS　No. 913　連載「人間関係」にてBiSHのアイナ・ジ・エンドとの対談（2020年）
- i-D Japan ×FRED PERRY 『AoiYamada with friends』(2020年)
- IRO MAGAZINE　「Bird series episode 2 “Letting Go” 1」　(2020年)
- VOGUE JAPAN×GUCCI 　「菅田将暉、夏木マリ、アオイヤマダ ── 「ジャッキー 1961」と向き合うそれぞれの時。」(2020年)
- 『キネマ旬報』10月上旬号（2020年）エッセイ掲載
- PERK 「My culture_MUSIC」新鋭ダンサーが繰り返し聴く、ジブリの名曲を収めた昭和の名盤（2020年）
- WWDジャパン　2月22日号別冊付録「ラン＆フィットネス」表紙（2021年）
- WWDジャパン　「次世代の表現者　アオイヤマダの魅力インタビュー」（2021年）
- VOGUE JAPAN4月号（誌面・WEB）新世代の表現者たち（2021年）
- GRIN インタビュー　物語を紡ぐようなアオイヤマダの踊りの源。（2021年）

### ライブ映像
- SAKANAQUARIUM2018-2019 魚図鑑ゼミナール EX THEATER ROPPONGI 5th Anniversary(2018年）
- SAKANAQUARIUM 2019 "834.194" 6.1ch Sound Around Arena Session(2019年)

### イベント
- Isetan The Japan Store Malaysia 1st Anniversary Party Celebration(2017年マレーシア)
- 六本木アートナイト2017　蜷川実花演出「TOKYO道中」 (2017年)
- 日本元気プロジェクト2017「SUPER ENERGY!!」(2017年）
- ALPS BOOK CAMP2018 in 木崎湖(2018年)
- BASELWORLSD　2018　CITIZEN-シチズン腕時計（2018年スイス）
- 日本元氣プロジェクト2018 「SUPER ENERGY!!」 (2018年)
- 川崎ハロウィン2018　野菜カー(2018年)
- CITIZEN “We Celebrate Time” 100周年展「I am Time 」（2018年スパイラルホール）
- 花人形～FLOWER DOLL  景丘の家 オープニング　(2019年)
- Bang & Olufsen MOTION 6.6 Press Presentation Performance" (2019年)
- BASELWORLD 2019 CITIZEN-シチズン腕時計］CITIZEN Communication Program　「Sleeping Beauty」(2019年スイス)
- 100BANCH ナナナナ祭「RGB_Night」(2019年)
- Fashion Night Out2019 『Y’s表参道ヒルズ店』(2019年)
- Reborn Art Festival 2019　大久保裕子×坂本大三郎による『いつかあなたになる』(2019年)
- コンパスヨコハマ2019(2019年)
- 『CON COR DANCE -lightning-』(2019年)
- 『TOKYO LAB 2019』(2019年)
- "Hanes" Minori Nakata Exhibition & Reception Live Party @ hotel koe(2019)
- Drone Show in Tokyo Motor Show 2019 “CONTACT” 500 Drones dance dynamically 東京モーターショー(2019年)
- Giambattista Valli x H&M　コレクション発売パーティー　KID FRESINO×アオイヤマダ（2020年)
- 北海道下川町ゲストハウス「アナグラム」（2020年北海道）
- FLOWERS BY NAKED 2020 ー桜ーby LESLIE KEE（2020年）
- 復興⽀援イベント ウォータープロジェクションマッピング「はるか2020」（2021年)
- 2020年東京オリンピックの閉会式（2021年）
- 松本パルコ閉店企画「Dear MATSUMOTO」、最終日イベント・閉店セレモニー（2024年 - 2025年）

### 展示・作品
- レスリー・キー 写真展「Bookish」(2019年）
- ラフォーレミュージアム　河野未彩「PHENOMENON: RGB」展(2019年)
- EXHIBITION「PLAY AT HOME」
- 「花人形～Flower Dall」飯嶋久美子プロデュース（2018年〜2019年）
- MASA HAMANOI写真集『PLAY AT HOME』(2020年)
- 『鷺森アグリの“求愛(擬態)” DEAR アオイヤマダ』エプソンギャラリー(2020年)
- PARCO MUSEUM TOKYO【KIM SONGHE展】メインヴィジュアル（2020年)
- TOMOHIDE IKAYA 写真及び映像作品（2021年）
- 栞日+菊の湯『アソビゴコロタリテル？』展示

### TV出演
- TBS放送「谷原章介の25時ごはん」ゲスト出演(2017年)
- 第70回NHK紅白歌合戦　MISIA『アイノカタチメドレー』 (2019年)
- TBS放送『CDTVライブ！ライブ！』尾崎裕哉『lonely』 (2020年)
- テレビ信州「ゆうがたGet!』(2020年)
- 日本テレビ系「HAPPY クリスマス おもちゃ屋 MISIA」(2020年)
- WOWOW「FM999 999WOMEN'S SONGS」（2021年） - ミラーボールの女 役
- アナザースカイ（2024年1月27日、日本テレビ）- ゲスト（訪問地：長野県松本市）[19]
- ドキュメント７２時間
  - 「浅草アンダーグラウンド」- ナレーション(2024年)
  - 「冬の仙台　真夜中の肉まんスタンドで」- ナレーション(2025年)
  - 「韓国・ソウル　“日本居酒屋”で乾杯を」- ナレーション(2025年)
  - 「盆栽　鉢の中の小さな宇宙」-    ナレーション（2025年）

### 振り付け
- KID FRESINO『No Sun (Official Music Video)』(2020年)
- 東京2020 NIPPONフェスティバル　WANIMA「和心」(2021年）

### 楽曲提供
- 三島由紀夫没後50周年企画「MISHIMA2020」舞台『(死なない)憂国』(2020年)